# Hauxwell
Hauxwell is een plaats en civil parish in het bestuurlijke gebied Richmondshire, in het Engelse graafschap North Yorkshire.